# 양평 앙덕리 지석묘
양평 앙덕리 지석묘는 대한민국 경기도 양평군 개군면 앙덕리에 있다. 2005년 12월 29일 양평군의 향토유적 제39호로 지정되었다.

## 개요
앙덕리의 남한강변 강안사구(江岸砂丘)의 사질 충적대지에는 지난 1974년 팔당댐 수몰지구에 대한 문화재 조사시 7기 이상의 고인돌이 분포하는 것으로 알려졌었다. 이중 1기는 그 당시에 발굴 조사되었고 최근 앙덕리 강변에 제방공사가 이루어짐에 따라 4기가 추가로 조사되었다.현재 앙덕리 마을회관 앞의 공원에 당시 조사된 4기의 상석이 이전 복원되어 있다.

## 같이 보기
- 고인돌